# 원고개도서관
원고개도서관은 대구광역시 서구에 있는 도서관이다.

## 연혁
- 2018년 11월 22일 개관.